# Bryconidae
Famille
Les Bryconidae sont une famille de poissons d'eau douce appartenant à l'ordre des Characiformes.

## Liste des genres
Selon FishBase (04 juin 2015):
- sous-famille Bryconinae Eigenmann, 1912
  - genre Brycon Müller & Troschel, 1844
  - genre Chilobrycon Géry & de Rham, 1981
  - genre Henochilus Garman, 1890
- sous-famille Salmininae Cockerell, 1915
  - genre Salminus Agassiz, 1829

## Galerie

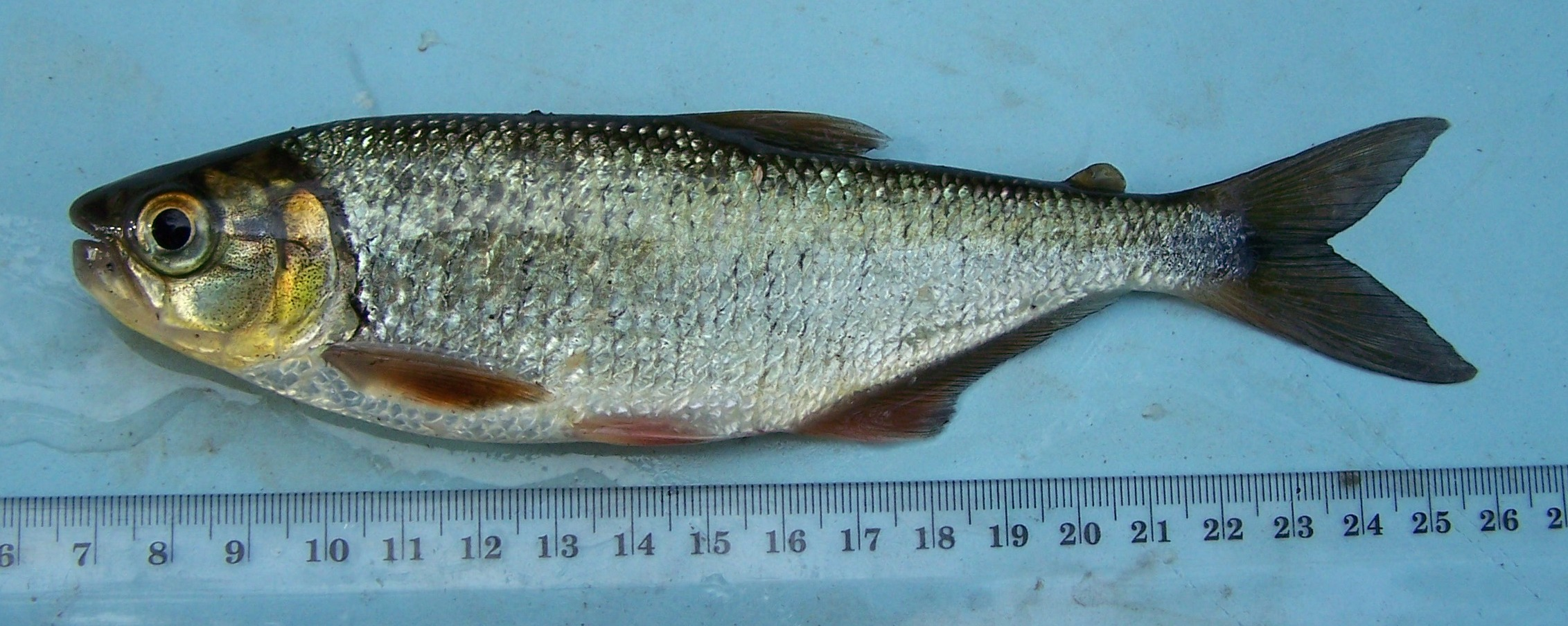
Brycon behreae
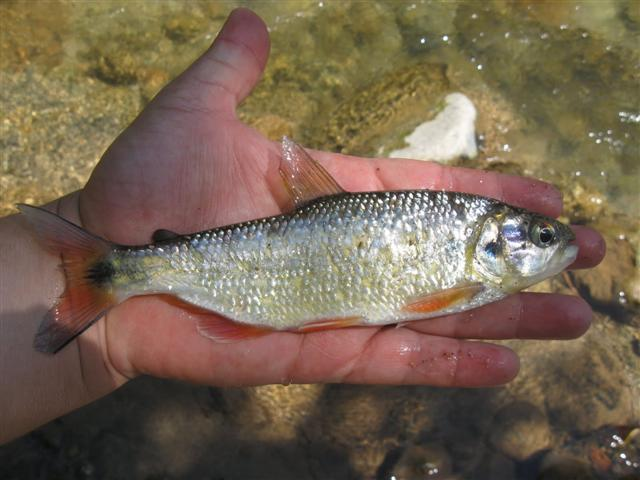
Brycon henni
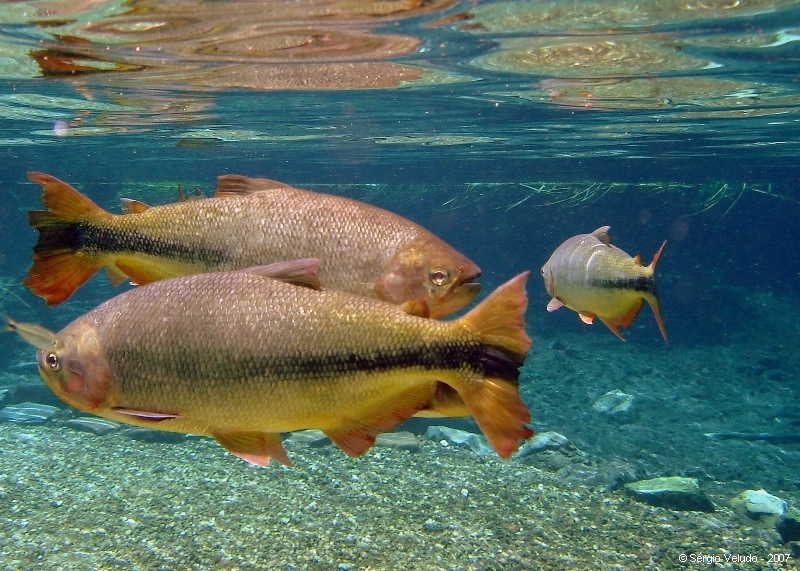
Brycon hilarii
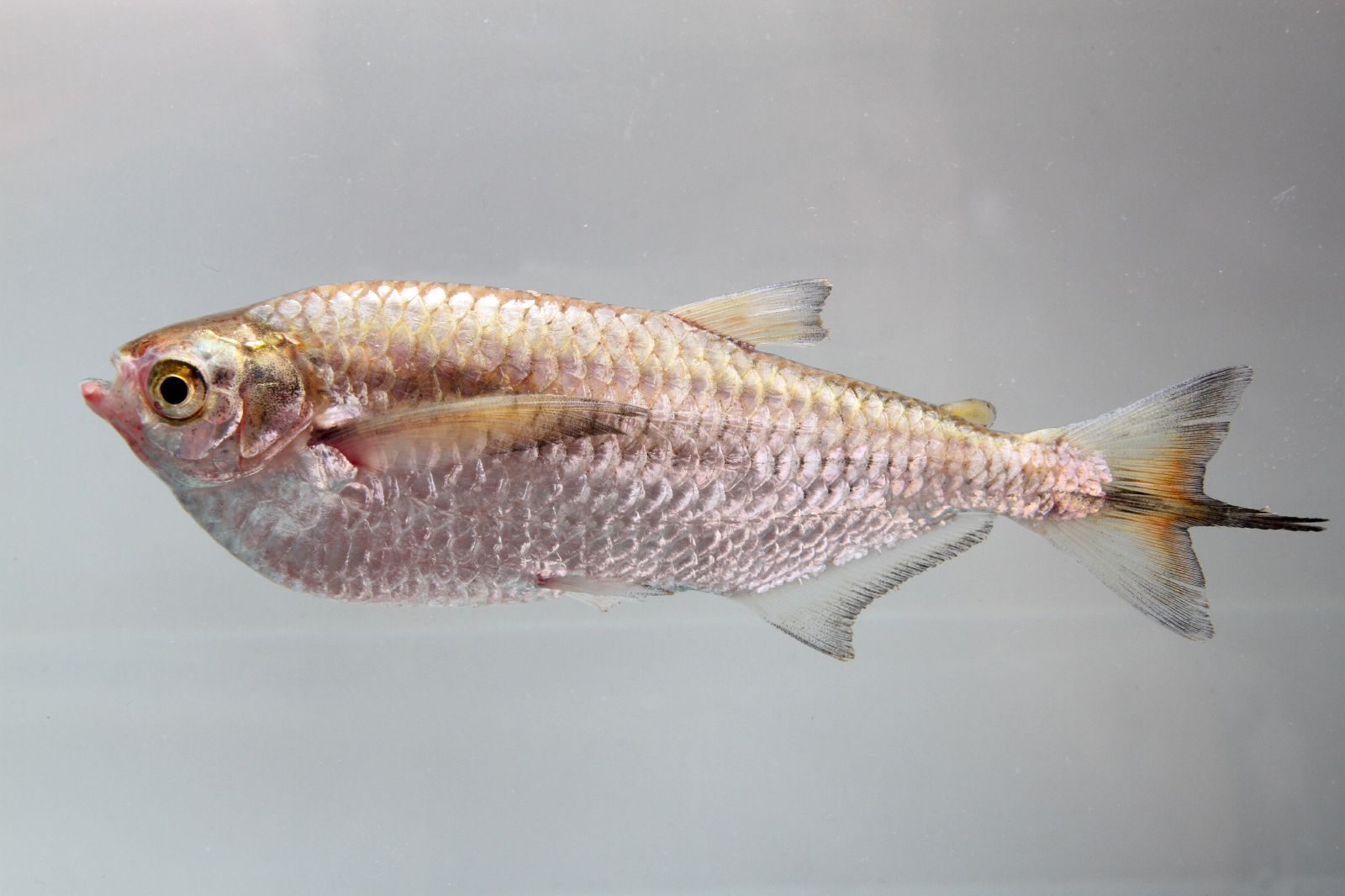
Triportheus angulatus